# Forêt linéaire nord
La Forêt linéaire nord est un espace vert situé le long de la Boulevard périphérique de Paris dans le 19e arrondissement de Paris, dans le quartier du Pont-de-Flandre.

## Situation et accès
La Forêt linéaire Nord est accessible par la ligne   à la gare Rosa-Parks, par la ligne   à la station Canal Saint-Denis.

## Caractéristiques
L'espace vert est une parcelle de 11 000 m2, située entre les immeubles du parc du Millénaire situés le long de la darse des Magasins généraux du canal Saint-Denis (aussi appelée darse du Millénaire) et le Boulevard périphérique de Paris, limitée à l'est par quai du Lot et à l'ouest par la passerelle Claude-Bernard, symétrie de la Forêt linéaire sud, de l'autre côté du Boulevard périphérique. Il a aussi pour fonction d'atténuer les bruits du Boulevard périphérique. Il est constitué d'une « forêt », soit une plantation dense d'arbre et d'arbustes, en pleine terre et poussant naturellement, et d'une prairie.
La forêt est plantée de diverses essences franciliennes et est tolérante aux températures élevées. La prairie est principalement sèche mais comporte une mare. L'ensemble constitue une réserve écologique.

## Historique
Le terrain qu'occupe la forêt était une ancienne zone industrielle en friche. Le Grand projet de renouvellement urbain, secteur Paris Nord-Est, est l'occasion de réaménager la zone entière : des immeubles de bureau (parc du Millénaire) sont construits mais la dernière parcelle est retenue pour ce nouvel espace vert, symétrie de la Forêt linéaire sud ouverte en 2014.
Le parc est fermé en décembre 2024, face aux dealeurs et aux consommateurs qui ont pris possession du lieu,.

## Galerie

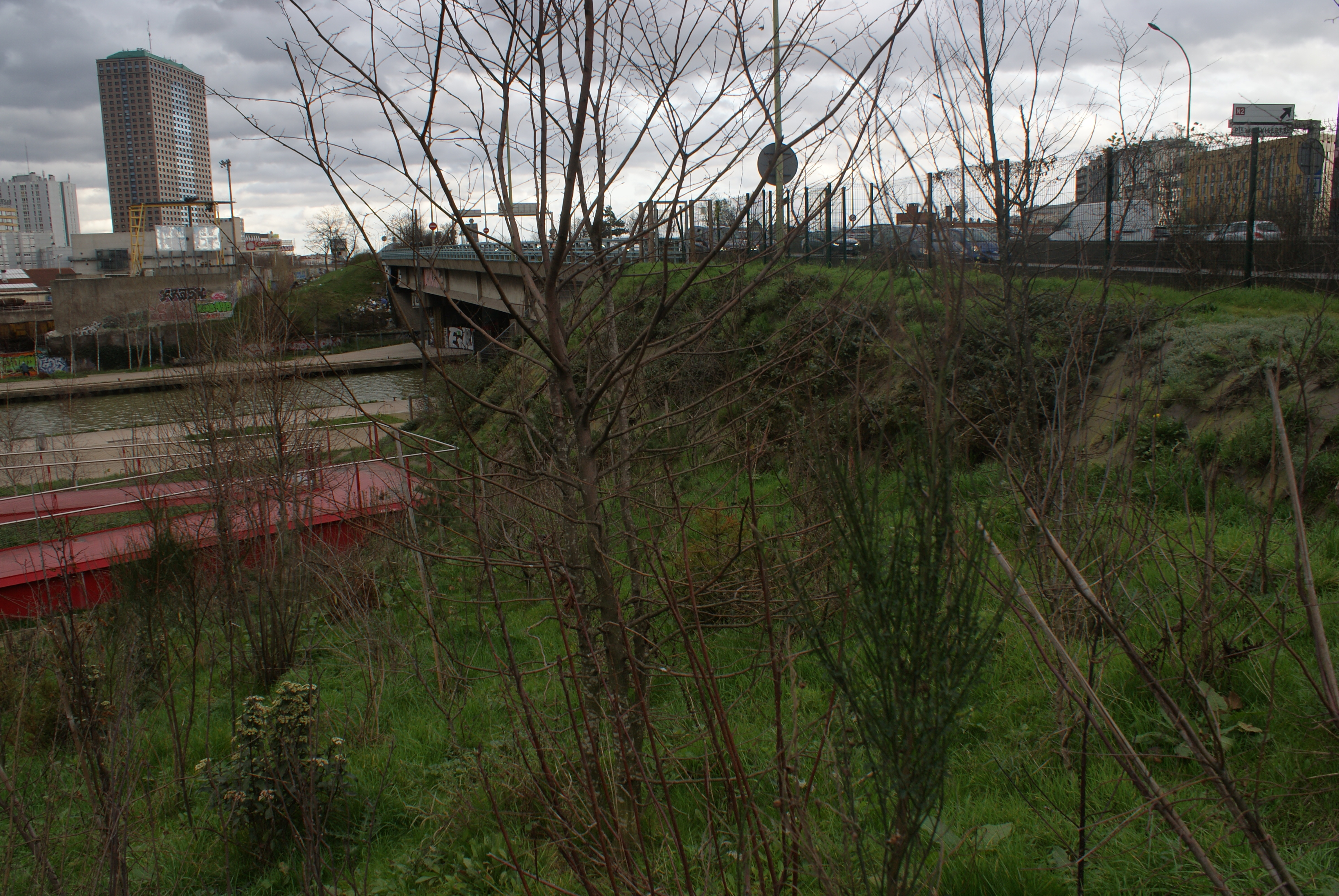
La zone boisée.
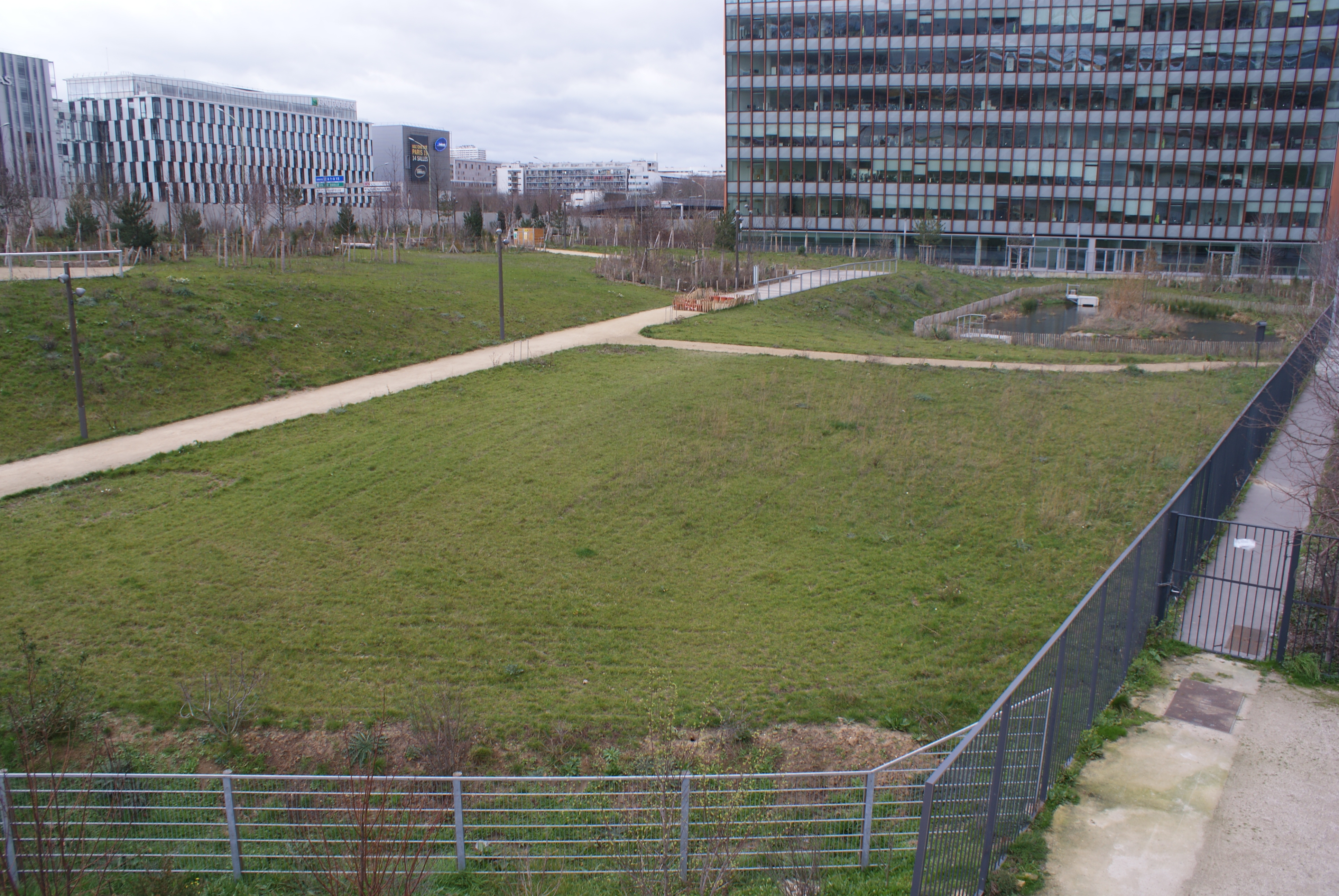
La prairie.
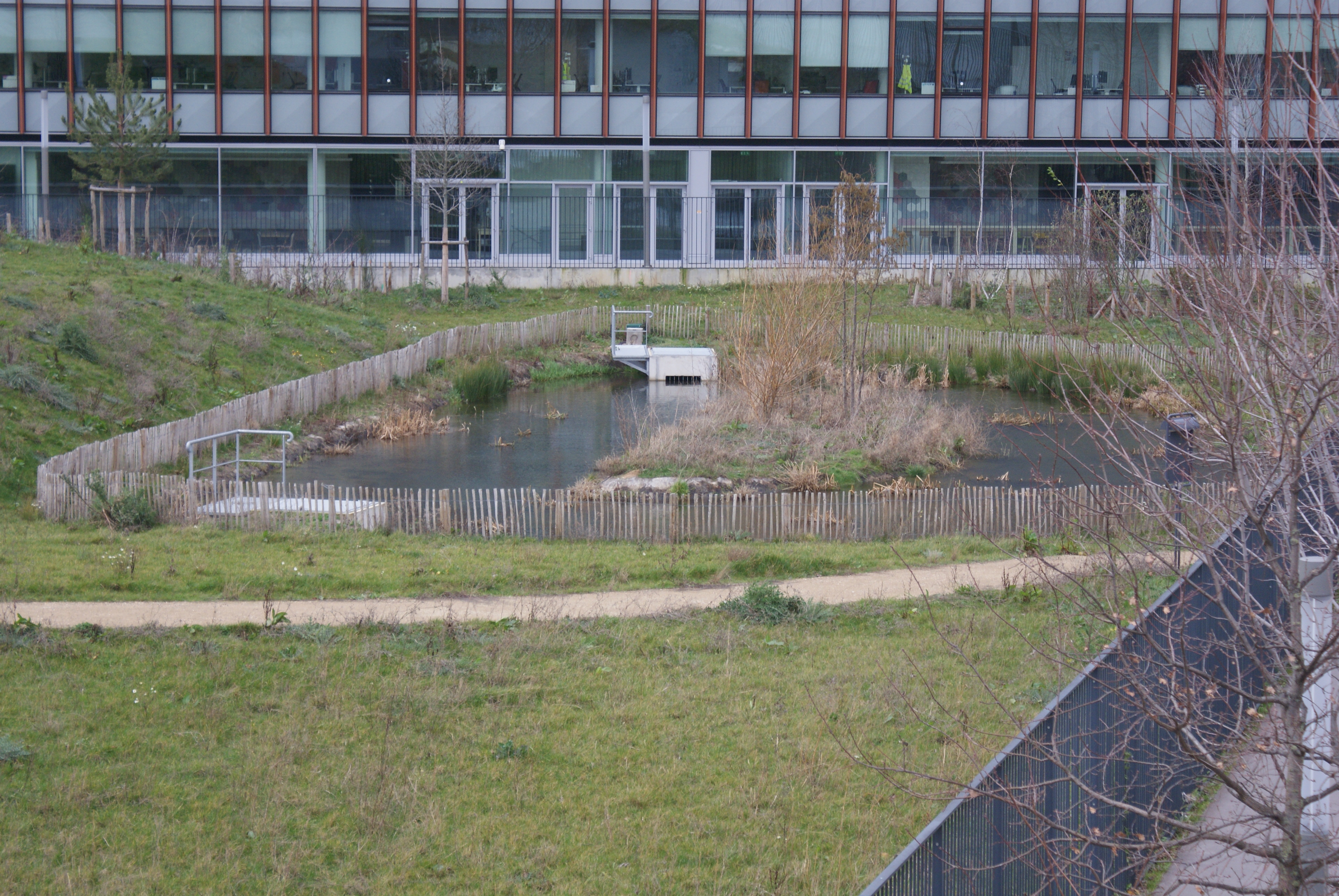
La mare.
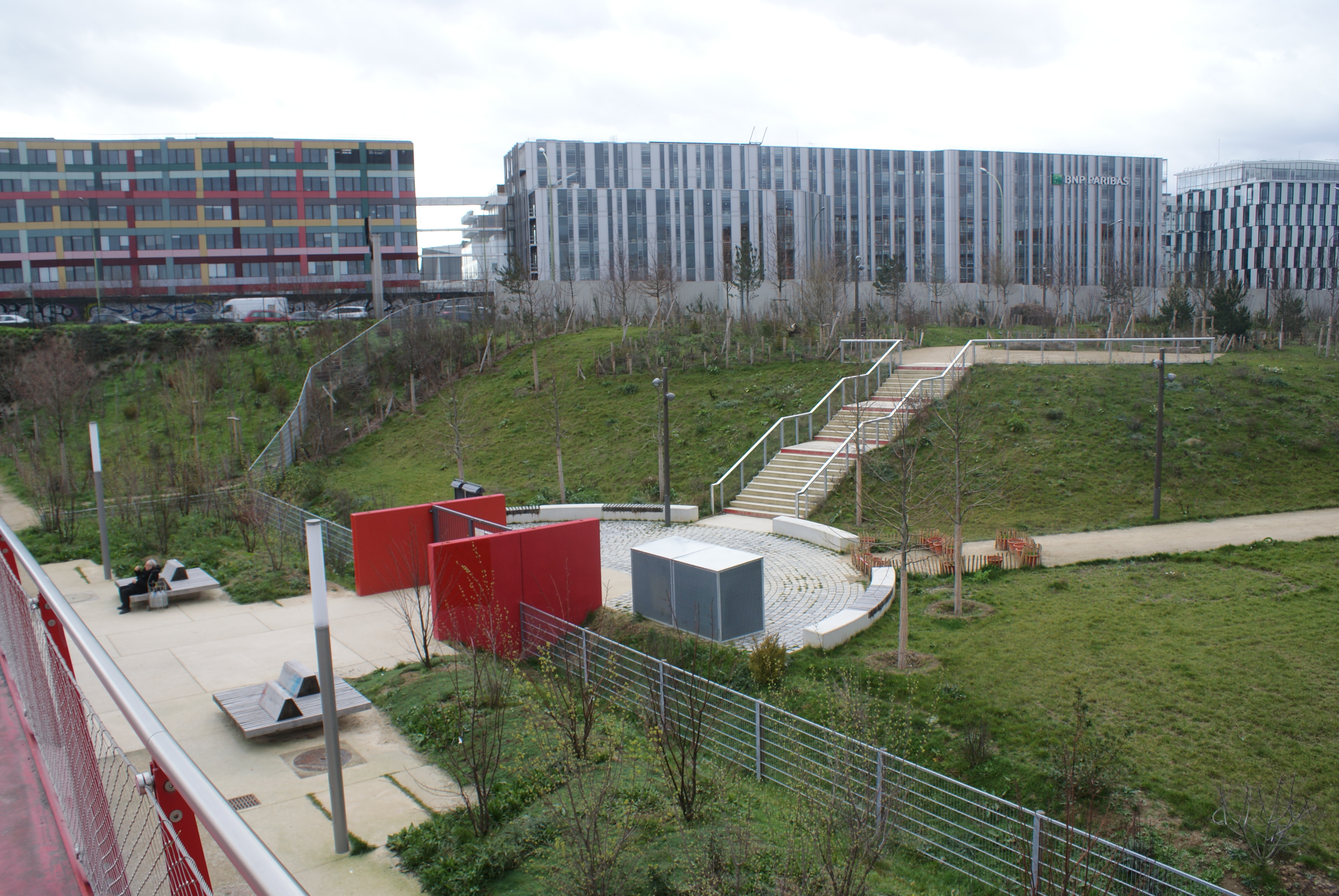
L'entrée du site.